# 祖谷そば

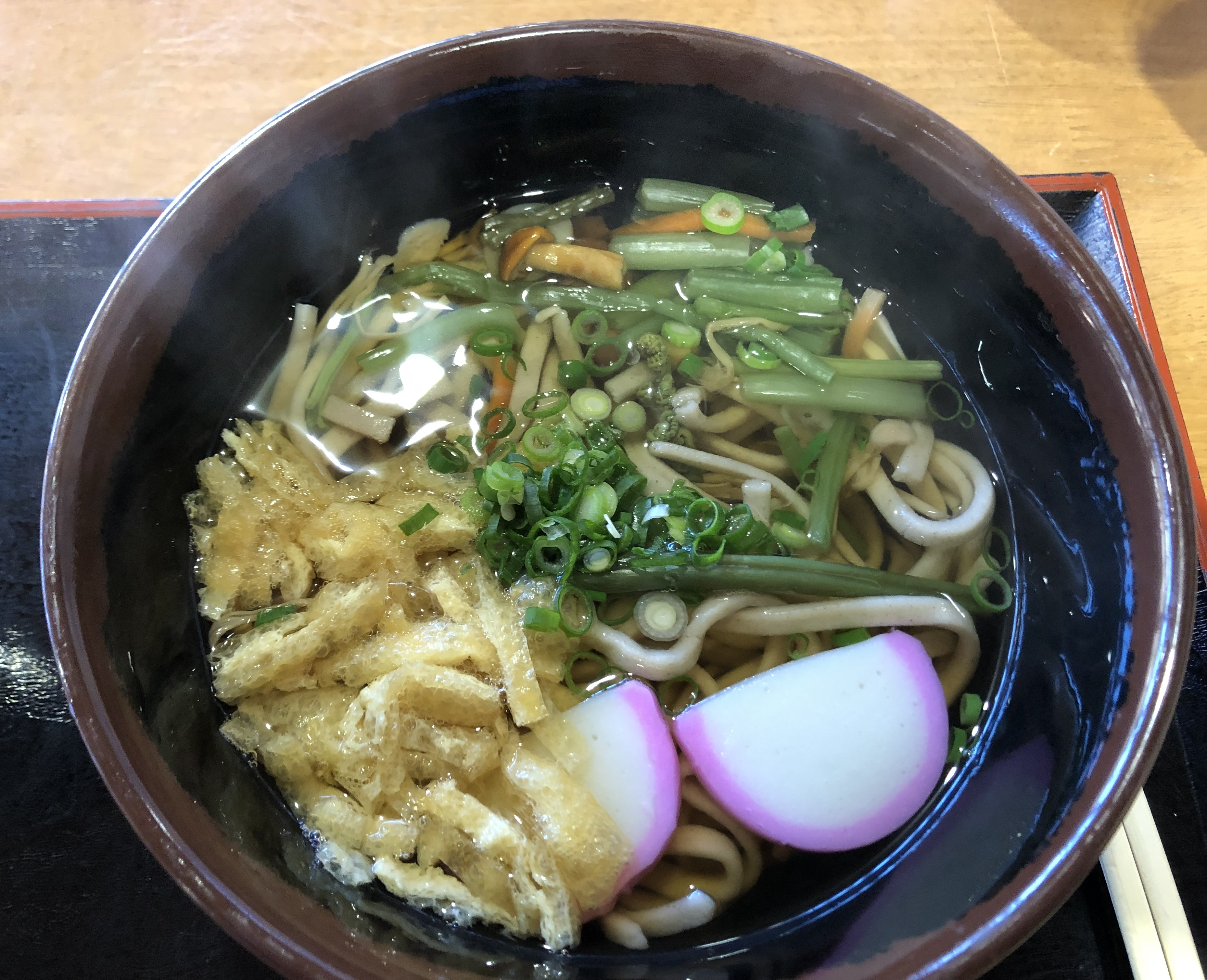
祖谷そば。かずら橋夢舞台の食堂・かずら橋亭にて。

祖谷そば(いやそば)は、徳島県の三好市祖谷地方を中心に食されている郷土料理の蕎麦である。

## 概要
祖谷地方で収穫されたソバで作られた蕎麦のことで、つなぎは使わず通常のそばに比べて麺が太く切れやすいのが特徴。
祖谷地方は昼と夜の寒暖の差が激いことから、ソバの栽培に適しているとされている。また、三好市の特産品となっており、2016年(平成28年)、「SAVOR JAPAN」に認定された。